# Тулубр
Тулубр (фр. Touloubre) је река у Француској. Дуга је 59 km. Улива се у Средоземно море. 